# 윤선화
윤선화(1970년 ~ )는 대한민국의 비정부기구 단체장, 어린이안전교육 전문가이다. 윤명오와 함께 한국생활안전연합 공동대표직을 맡고 있다.

## 저서
- 영유아를 위한 안전교육과 안전교육 프로그램
- 유아를 위한 통합적인 안전교육의 실제
- 응급처치 매뉴얼(영유아 및 아동을 위한)
- 실외놀이터와 어린이안전
- 영유아 안전교육(양장본 HardCover)